# Ercole Bazzicaluva
Ercole Bazzicaluva (Pisa, 1590 – Firenze, 1641) è stato un pittore e incisore italiano.

## Biografia

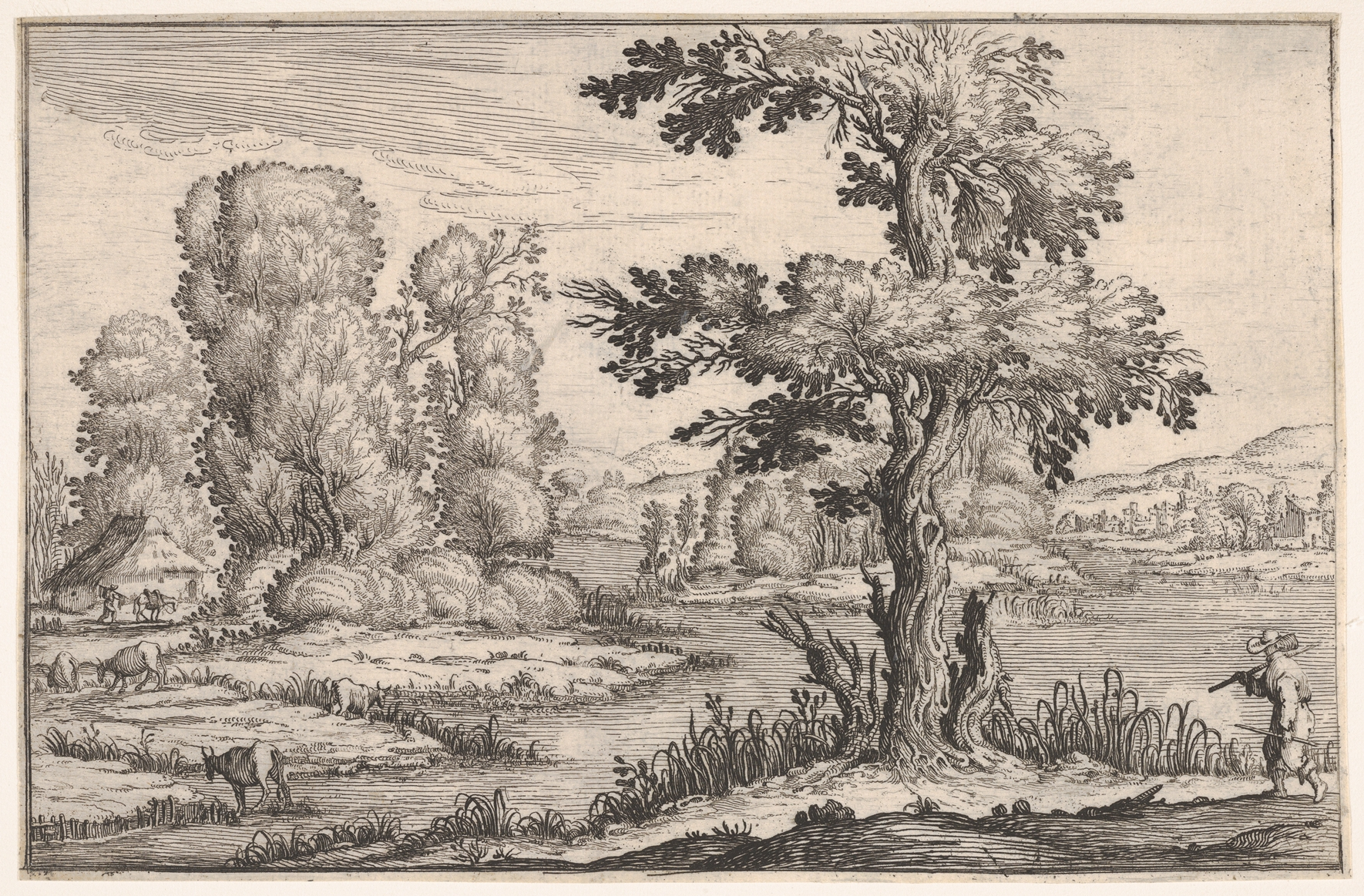
Ercole Bazzicaluva, Paesaggio, serie dedicata al Granduca di Toscana

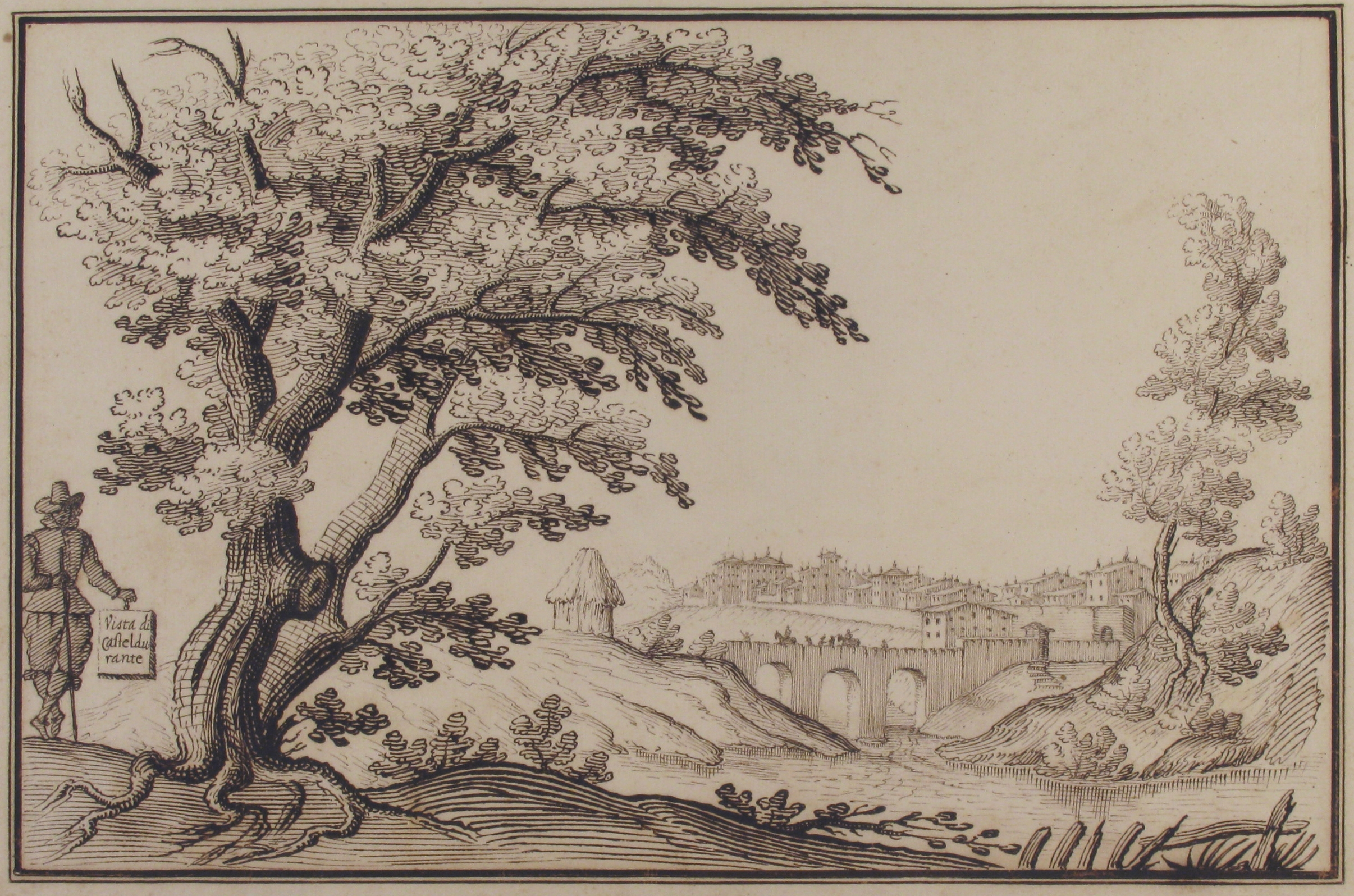
Ercole Bazzicaluva, Paesaggio con figura

Nato a Pisa, studiò all'Accademia di Giulio Parigi. Fu attivo a Firenze dalla prima metà del XVII secolo. Dedicando la sua serie dei “pochi e falsi paesi” al Granduca di Toscana il 24 ottobre 1638, Ercole Bazzicaluva si dichiara pisano; ma poi, a margine del primo dei numerosi episodi militari del 1641, viene detto “fiorentino” (forse per il fatto che Pisa fece, per più di un secolo, parte dello Stato di Firenze). Per quanto riguarda il suo anno di nascita, nessuno è mai riuscito a stabilirlo con esattezza, e non possiamo accettare, nemmeno come approssimata, la data del 1600 proposta da De Boni, perché nel 1638 presentò le sue incisioni al Granduca Ferdinando II di Toscana. Li definisce “primizie giovani”, che “come frutti acerbi aspettano di maturare”: cosa che certamente non avrebbe detto se avesse già compiuto 38 anni. È più probabile che sia nato intorno al 1610, cioè quasi contemporaneamente a Stefano della Bella, con il quale condivise la scuola e in un certo senso lo stile.
Firma le sue opere Bazzicaluva (anche con una sola z) o Bezzicaluva; ma questo cognome, già preso come soprannome, nella sua famiglia era piuttosto recente, perché i suoi antenati si chiamavano "Fregoni", come si può dedurre da un documento del 1599, in cui troviamo un "Alessandro Fregoni aliter Bezzica l'Uve" .
Nel 1641, cioè tre anni dopo i "pochi e falsi paesi" che Ercole Bazzicaluva aveva dedicato al Granduca, augurandogli di possedere "tanti mondi reali che Anassagora non poteva neppure immaginare", venne pubblicato il tragico-eroico poema "Le pazzie de'savi", o meglio "Lambertaccio" di Bartolomeo Bocchini, con 13 piccole illustrazioni eseguite dal Bazzicaluva, che riecheggiavano lo stesso scontro d'armi in cui amava vivere gran parte dei suoi giorni.
Ercole Bazzicaluva, oltre che incisore, fu anche maestro di campagna del Granduca, ciambellano di corte a Innsbruck, castellano della fortezza di Livorno e governatore di quella di Siena.
I quattro episodi militari del 1641 sono rappresentati con precisione: due cariche di cavalleria, un combattimento navale, una marcia di cavalleria, e tra i primi "falsi paesi" troviamo anche un inseguimento di cavalli in fuga e un attacco di briganti.
Ercole Bazzicaluva si guadagnò gli elogi di un altro uomo potente del suo tempo, Alessandro Visconti, che, per tradizione familiare e inclinazione personale, amava la caccia, e gli dedicò una serie di "cacce": la Partenza, il Ritorno, la Caccia al Cinghiale, il Fiume navigabile, la Sosta, nonché l'Appuntamento, un paesaggio in una cornice rotonda e uno Strano ingresso al monastero.
Allievo di Girolamo Parigi, divenne castellano del castello di Livorno. Bartsch descrive sette delle sue incisioni e Franz Brulliot altre. Tra le sue opere possiamo citare una Processione Trionfale e dodici paesaggi. Viene descritto come un seguace dello stile di Stefano della Bella e Jacques Callot. Dipinse una tela per la Chiesa dei Santi Stefano e Niccolao a Pescia.